# Fodor Miklós (kézilabdázó)
Fodor Miklós (1908. szeptember 3. – Val-de-Marne, Franciaország, 1997. április 30.) válogatott magyar kézilabdázó, olimpiai negyedik helyezett.
A berlini 1936. évi nyári olimpiai játékokon vett részt a magyar kézilabda-válogatott tagjaként és a kézilabdatornán a negyedikek lettek.